# Maurizio Cevenini
Maurizio Cevenini (Bologna, 22 luglio 1954 – Bologna, 8 maggio 2012) è stato un politico italiano, presidente del consiglio provinciale di Bologna dal 2004 al 2009 e del Consiglio comunale di Bologna dal 2009 al 2010, Consigliere regionale dell'Emilia-Romagna dal 2010 al 2012.

## Biografia
Dopo la laurea in sociologia, conseguì il dottorato in social welfare con indirizzo servizio sociale sanitario e lavorò presso il Villalba Hospital di Bologna dapprima come centralinista, poi responsabile del personale, successivamente come amministratore delegato, infine come responsabile delle relazioni esterne. Nel 1991 divenne presidente dell'Associazione italiana ospedalità privata (AIOP) di Bologna e vice presidente regionale e segretario del Consiglio nazionale dell'AIOP, cariche che mantenne fino al 2007.
Membro del Partito Democratico, ha più volte coperto cariche istituzionali presso il comune di Bologna, fra cui la presidenza del Consiglio comunale dal 2009 al 2010. Alle elezioni regionali italiane del 2010 è stato eletto consigliere regionale del PD in Emilia-Romagna con oltre 19 000 preferenze (record che gli ha portato il soprannome di "Mister preferenze", accanto a quello di "il Cev"). Inizialmente candidato alle primarie come sindaco di Bologna, ha ritirato la sua candidatura a seguito di un malore, e al proprio posto sostenne Virginio Merola, poi eletto sindaco il 16 maggio 2011. Cevenini ha contribuito alla vittoria di Merola essendosi candidato consigliere comunale nel PD ed eletto con oltre 13 000 preferenze.
Sofferente di depressione post ischemia, si è ucciso la sera dell'8 maggio 2012 all'età di 57 anni lanciandosi dalla terrazza del settimo piano della torre di viale Aldo Moro, sede della Regione Emilia-Romagna.

### Tributi
- Il 18 febbraio 2013 a Cevenini è stata intitolata la biblioteca della scuola secondaria di primo grado Lavinia Fontana di via d'Azeglio a Bologna.
- Il 4 maggio 2013 a Cevenini è stata intitolata una piazza nel Quartiere Navile di Bologna.
- Il 28 settembre 2013 a Cevenini è stato intitolato un parco pubblico a Ozzano dell'Emilia.